# Ethel Tawse Jollie

Ethel Tawse Jollie (aus einer Veröffentlichung von 1907)

Ethel Maude Tawse Jollie (* 8. März 1874 in Castle Church, Stafford; † 21. September 1950 in Salisbury, Südrhodesien, geborene Ethel Maude Cookson, verwitwete Colquhoun) war eine rhodesische Publizistin, Schriftstellerin und politische Aktivistin. Sie war die erste weibliche Abgeordnete im British Empire außerhalb Großbritanniens.

## Ausbildung
Sie studierte an der Slade School of Fine Art Kunst bei Anthony Ludovici.

## Politische Positionen und Ämter
Sie war vor dem Ersten Weltkrieg eine Gegnerin des Frauenwahlrechts. Doch der Krieg und die Rolle der Frauen darin brachten sie zu einer Veränderung ihrer Anschauung.
In die Politik kam sie 1920, weil sie sich für eine Änderung des Status von Rhodesien im Britischen Weltreich einsetzte. Sie gründete die Rhodesian Responsible Government Association, deren Ehrensekretärin sie von 1917 bis 1919 war. Diese Partei verfolgte das Ziel, unabhängig von der British South Africa Company für Rhodesien eine eigene Regierung zu erwirken. Ethel Tawse Jollie setzte sich erfolgreich gegen die Union von Rhodesien und Südafrika ein. Die Politikerin wurde 1920 in den Legislative Council of Southern Rhodesia gewählt. Damit war sie die erste Abgeordnete im Britischen Empire außerhalb Großbritanniens und gleichzeitig die erste Abgeordnete in Afrika.
Als die Rhodesian Responsible Government Association 1922 das Referendum gewann, wurde sie zur Rhodesian Party. Ethel Tawse Jollie wurde 1924 zur Abgeordneten für Umtali gewählt. Weder 1928 noch 1933 gelang ihr jedoch die Wiederwahl.
Ethel Tawse Jollie war im Vorstand der Women’s Unionist Association und der Maritime Imperial Ligue. Bei der National Service Ligue war sie außerdem eine der wichtigsten Sprecherinnen und Organisatorinnen.

## Publizistische Tätigkeit
1924 erschien ihr Buch Real Rhodesia. In den 1920ern und 1930ern schrieb sie zahlreiche Artikel und Bücher und wurde zur führenden Publizistin Rhodesiens, die in britischen und US-amerikanischen Zeitungen und Zeitschriften Artikel über Rhodesien und das Britische Weltreich veröffentlichte.

## Privatleben
Während des Studiums lernte sie den Forschungsreisenden und Verwaltungsbeamten Archibald Ross Colquhoun kennen und heiratete ihn 1900. Sie reisten viel gemeinsam, und Ethel arbeitete beim Verfassen von Reiseliteratur und Büchern zu politischen Themen mit ihm zusammen. Als ihr Mann 1914 starb, übernahm sie als seine Nachfolgerin die Herausgabe der Zeitschrift United Empire.
Später heiratete sie den Farmer John Tawse Jollie. Als dieser 1932 starb, geriet Ethel trotz der Einkünfte aus ihrer publizistischen Tätigkeit in wirtschaftliche Not. Sie musste 1934 die Farm verkaufen und zog in eine Wohnung in Salisbury. Sie wurde zur Beauftragten für Frauenbeschäftigung ernannt, erhielt jedoch kurz darauf eine Krebsdiagnose. 1946 ging sie zurück nach Großbritannien, um sich in einem Altersheim gesundheitlich zu erholen. Doch die rhodesische Regierung stellte Mittel zur Verfügung, damit sie nach Rhodesien in eine kleine Wohnung zurückziehen und von einer Pension leben konnte. Am 21. September 1950 starb sie dort.

## Publikationen (Auswahl)
- Two on their Travels. William Heinemann, 1902.
- Our Just Cause; Facts about the War for Ready Reference. William Heinemann, 1914.
- The Real Rhodesia. Hutchinson & Co., 1924.
- Native Administration in Southern Rhodesia. Royal Society of Arts, 1935